# Campellolebias
Campellolebias là một chi cá trong họ Aplocheilidae gồm các loài bản địa của vùng Nam Mỹ.

## Các loài
Hiện hành có 04 loài được ghi nhận trong chi này:
- Campellolebias brucei Vaz Ferreira & Sierra de Soriano, 1974 (Santa Catarina sabrefin)
- Campellolebias chrysolineatus W. J. E. M. Costa, Lacerda & G. C. Brasil, 1989
- Campellolebias dorsimaculatus W. J. E. M. Costa, Lacerda & G. C. Brasil, 1989
- Campellolebias intermedius W. J. E. M. Costa & De Luca, 2006